# Bahnstrecke Kempten–Isny
| |                                                       |                                                        |                                                        |
| Streckennummer (DB): | 5401                                                  |                                                        |                                                        |
| Kursbuchstrecke (DB): | 972 404e (1944, 1946) 306h (Sibratshofen – Isny 1946) |                                                        |                                                        |
| Streckenlänge: | 37,556 km                                             |                                                        |                                                        |
| Spurweite: | 1435 mm (Normalspur)                                  |                                                        |                                                        |
| |                                                       |                                                        |                                                        |
| \| \| 0,000 \| Kempten (Allgäu) Hbf (bis 1969) \| Kempten (Allgäu) Hbf (bis 1969) \| \| \| \| nach Neu-Ulm, Buchloe und Pfronten-Steinach (bis 1969) \| \| \| \| \| von Neu-Ulm, Buchloe und Pfronten-Steinach (ab 1969) \| \| \| \| 1,020 \| Kempten (Allgäu) Hbf (seit 1969) \| 705 m \| \| \| \| nach Lindau-Insel \| \| \| \| 1,700 \| Bundesstraße 19 \| Bundesstraße 19 \| \| \| 2,910 \| Steufzgen \| Steufzgen \| \| \| 3,200 \| Allgäuer Seifen- und Sodafabrik \| Allgäuer Seifen- und Sodafabrik \| \| \| 3,650 \| Unternehmen Möldner und Hönig \| Unternehmen Möldner und Hönig \| \| \| 3,810 \| Streckenende 1984 bis 1992 \| Streckenende 1984 bis 1992 \| \| \| \| Wildmoosbach (7,9 m) \| \| \| \| 4,606 \| Rottachbrücke (34,4 m) \| Rottachbrücke (34,4 m) \| \| \| 4,940 \| Rothkreuz \| Rothkreuz \| \| \| \| Käsewerk Grünwald \| \| \| \| 6,170 \| Aheggmühle seit Sommer 1951 \| Aheggmühle seit Sommer 1951 \| \| \| 6,300 \| Staatsstraße 2376 \| Staatsstraße 2376 \| \| \| 6,40 \| Rottach \| Rottach \| \| \| 6,60 \| Rottach und Staatsstraße 2376 \| Rottach und Staatsstraße 2376 \| \| \| 7,10 \| Herrenwieser Weiher seit 1951 \| Herrenwieser Weiher seit 1951 \| \| \| 8,750 \| Ermengerst \| Ermengerst \| \| \| 11,320 \| Kürnach \| Kürnach \| \| \| 13,130 \| Buchenberg \| 882 m \| \| \| \| Torfwerk Patzer \| \| \| \| 15,030 \| Schwarzerd \| Schwarzerd \| \| \| 17,400 \| Europäische Hauptwasserscheide \| 937,90 m \| \| \| 17,990 \| Hellengerst \| 929 m \| \| \| 19,900 \| Tobelmühle 1951 bis 1963 \| Tobelmühle 1951 bis 1963 \| \| \| 21,560 \| Leutfritz seit 1951 \| Leutfritz seit 1951 \| \| \| 22,830 \| Moos (Allgäu) \| Moos (Allgäu) \| \| \| 25,120 \| Weitnau \| Weitnau \| \| \| 27,900 \| Sibratshofen \| Sibratshofen \| \| \| 29,210 \| Klausenmühle \| Klausenmühle \| \| \| 30,100 \| Spulenfabrik Emil Adolf \| Spulenfabrik Emil Adolf \| \| \| 30,700 \| Kleinweiler-Hofen \| Kleinweiler-Hofen \| \| \| 31,000 \| Wengener Argen \| Wengener Argen \| \| \| 31,810 \| Landesgrenze Bayern / Baden-Württemberg \| Landesgrenze Bayern / Baden-Württemberg \| \| \| 32,370 \| Großholzleute \| Großholzleute \| \| \| 33,800 \| Argen \| Argen \| \| \| 34,600 \| Feldwegdurchlass \| Feldwegdurchlass \| \| \| 34,900 \| Rotbach \| Rotbach \| \| \| 35,300 \| Rotenbach (b Isny) 1937 bis 1961 \| Rotenbach (b Isny) 1937 bis 1961 \| \| \| 36,800 \| von Herbertingen (bis 1976) \| von Herbertingen (bis 1976) \| \| \| 37,556 \| Isny \| 697 m \| \| \| \| \| \| \| Quellen: [1] \| \| \| \| |                                                       |                                                        |                                                        |
| Kopfbahnhof Streckenanfang (Strecke außer Betrieb) | 0,000                                                 | Kempten (Allgäu) Hbf (bis 1969)                        | Kempten (Allgäu) Hbf (bis 1969)                        |
| Abzweig geradeaus und nach links (Strecke außer Betrieb) |                                                       | nach Neu-Ulm, Buchloe und Pfronten-Steinach (bis 1969) | nach Neu-Ulm, Buchloe und Pfronten-Steinach (bis 1969) |
| Abzweig ehemals geradeaus und von links |                                                       | von Neu-Ulm, Buchloe und Pfronten-Steinach (ab 1969)   | von Neu-Ulm, Buchloe und Pfronten-Steinach (ab 1969)   |
| Bahnhof | 1,020                                                 | Kempten (Allgäu) Hbf (seit 1969)                       | 705 m                                                  |
| Abzweig ehemals geradeaus und nach links |                                                       | nach Lindau-Insel                                      | nach Lindau-Insel                                      |
| Brücke (Strecke außer Betrieb) | 1,700                                                 | Bundesstraße 19                                        | Bundesstraße 19                                        |
| Haltepunkt / Haltestelle (Strecke außer Betrieb) | 2,910                                                 | Steufzgen                                              | Steufzgen                                              |
| Abzweig geradeaus und nach rechts (Strecke außer Betrieb) | 3,200                                                 | Allgäuer Seifen- und Sodafabrik                        | Allgäuer Seifen- und Sodafabrik                        |
| Abzweig geradeaus und von rechts (Strecke außer Betrieb) | 3,650                                                 | Unternehmen Möldner und Hönig                          | Unternehmen Möldner und Hönig                          |
| Grenze (Strecke außer Betrieb) | 3,810                                                 | Streckenende 1984 bis 1992                             | Streckenende 1984 bis 1992                             |
| Brücke über Wasserlauf (Strecke außer Betrieb) |                                                       | Wildmoosbach (7,9 m)                                   | Wildmoosbach (7,9 m)                                   |
| Brücke über Wasserlauf (Strecke außer Betrieb) | 4,606                                                 | Rottachbrücke (34,4 m)                                 | Rottachbrücke (34,4 m)                                 |
| Haltepunkt / Haltestelle (Strecke außer Betrieb) | 4,940                                                 | Rothkreuz                                              | Rothkreuz                                              |
| Abzweig geradeaus und nach rechts (Strecke außer Betrieb) |                                                       | Käsewerk Grünwald                                      | Käsewerk Grünwald                                      |
| Haltepunkt / Haltestelle (Strecke außer Betrieb) | 6,170                                                 | Aheggmühle seit Sommer 1951                            | Aheggmühle seit Sommer 1951                            |
| Brücke (Strecke außer Betrieb) | 6,300                                                 | Staatsstraße 2376                                      | Staatsstraße 2376                                      |
| Brücke über Wasserlauf (Strecke außer Betrieb) | 6,40                                                  | Rottach                                                | Rottach                                                |
| Brücke über Wasserlauf (Strecke außer Betrieb) | 6,60                                                  | Rottach und Staatsstraße 2376                          | Rottach und Staatsstraße 2376                          |
| Haltepunkt / Haltestelle (Strecke außer Betrieb) | 7,10                                                  | Herrenwieser Weiher seit 1951                          | Herrenwieser Weiher seit 1951                          |
| Bahnhof (Strecke außer Betrieb) | 8,750                                                 | Ermengerst                                             | Ermengerst                                             |
| Haltepunkt / Haltestelle (Strecke außer Betrieb) | 11,320                                                | Kürnach                                                | Kürnach                                                |
| Bahnhof (Strecke außer Betrieb) | 13,130                                                | Buchenberg                                             | 882 m                                                  |
| Abzweig geradeaus und von rechts (Strecke außer Betrieb) |                                                       | Torfwerk Patzer                                        | Torfwerk Patzer                                        |
| Haltepunkt / Haltestelle (Strecke außer Betrieb) | 15,030                                                | Schwarzerd                                             | Schwarzerd                                             |
| Kulminations-/Scheitelpunkt (Strecke außer Betrieb) | 17,400                                                | Europäische Hauptwasserscheide                         | 937,90 m                                               |
| Bahnhof (Strecke außer Betrieb) | 17,990                                                | Hellengerst                                            | 929 m                                                  |
| Haltepunkt / Haltestelle (Strecke außer Betrieb) | 19,900                                                | Tobelmühle 1951 bis 1963                               | Tobelmühle 1951 bis 1963                               |
| Haltepunkt / Haltestelle (Strecke außer Betrieb) | 21,560                                                | Leutfritz seit 1951                                    | Leutfritz seit 1951                                    |
| Haltepunkt / Haltestelle (Strecke außer Betrieb) | 22,830                                                | Moos (Allgäu)                                          | Moos (Allgäu)                                          |
| Bahnhof (Strecke außer Betrieb) | 25,120                                                | Weitnau                                                | Weitnau                                                |
| Bahnhof (Strecke außer Betrieb) | 27,900                                                | Sibratshofen                                           | Sibratshofen                                           |
| Haltepunkt / Haltestelle (Strecke außer Betrieb) | 29,210                                                | Klausenmühle                                           | Klausenmühle                                           |
| Abzweig geradeaus und von links (Strecke außer Betrieb) | 30,100                                                | Spulenfabrik Emil Adolf                                | Spulenfabrik Emil Adolf                                |
| Bahnhof (Strecke außer Betrieb) | 30,700                                                | Kleinweiler-Hofen                                      | Kleinweiler-Hofen                                      |
| Brücke über Wasserlauf (Strecke außer Betrieb) | 31,000                                                | Wengener Argen                                         | Wengener Argen                                         |
| Grenze (Strecke außer Betrieb) | 31,810                                                | Landesgrenze Bayern / Baden-Württemberg                | Landesgrenze Bayern / Baden-Württemberg                |
| Bahnhof (Strecke außer Betrieb) | 32,370                                                | Großholzleute                                          | Großholzleute                                          |
| Brücke über Wasserlauf (Strecke außer Betrieb) | 33,800                                                | Argen                                                  | Argen                                                  |
| Brücke (Strecke außer Betrieb) | 34,600                                                | Feldwegdurchlass                                       | Feldwegdurchlass                                       |
| Brücke über Wasserlauf (Strecke außer Betrieb) | 34,900                                                | Rotbach                                                | Rotbach                                                |
| Haltepunkt / Haltestelle (Strecke außer Betrieb) | 35,300                                                | Rotenbach (b Isny) 1937 bis 1961                       | Rotenbach (b Isny) 1937 bis 1961                       |
| Abzweig geradeaus und von rechts (Strecke außer Betrieb) | 36,800                                                | von Herbertingen (bis 1976)                            | von Herbertingen (bis 1976)                            |
| Kopfbahnhof Streckenende (Strecke außer Betrieb) | 37,556                                                | Isny                                                   | 697 m                                                  |
| |                                                       |                                                        |                                                        |
| Quellen: |                                                       |                                                        |                                                        |

Die Bahnstrecke Kempten–Isny – im Volksmund auch Isny-Bähnle oder Kempter Zügle genannt – war eine Nebenbahn in Bayern und Baden-Württemberg. Sie verlief von Kempten (Allgäu) über Sibratshofen nach Isny im Allgäu. Sie wurde am 14. Oktober 1909 eröffnet und knapp 75 Jahre später am 29. September 1984 stillgelegt. Ein 3,81 Kilometer langes Reststück innerhalb des Stadtgebiets von Kempten wurde darüber hinaus noch bis zum 1. Februar 1992 im Güterverkehr bedient.

## Baugeschichte
Die Anfänge der Strecke gehen zurück auf eine Veröffentlichung in der Allgäuer Zeitung vom 21. Dezember 1895, in der der königliche Baurat Josef Widmann aus Weitnau den späteren Streckenverlauf skizzierte. Seine guten Beziehungen zur bayerischen Regierung in München sowie eine gleichgerichtete Initiative eines Isnyer Komitees in Stuttgart brachten das Vorhaben weiter voran. 1905 wurde dann in einem Staatsvertrag zwischen den beiden Königreichen Bayern und Württemberg das Bauvorhaben festgelegt. Im Vergleich zur relativ langen Planungsphase von über zehn Jahren erfolgte die Realisierung hingegen in relativ kurzer Zeit zwischen Juni 1907 und Oktober 1909, die Baukosten betrugen 2.981.000 Mark. Der Abschnitt Sibratshofen–Isny wurde dabei nicht von den Königlich Bayerischen Staatseisenbahnen, sondern von den Königlich Württembergischen Staats-Eisenbahnen errichtet, obwohl die eigentliche Landesgrenze die Trasse erst knapp vier Kilometer nördlich von Sibratshofen schnitt. Als Besonderheit wurde deshalb auch der auf bayerischem Gebiet liegende Bahnhof Kleinweiler-Hofen im typischen württembergischen Baustil errichtet, ähnlich dem benachbarten Bahnhof Großholzleute. Im Laufe der Jahre siedelten sich verschiedene Industriebetriebe entlang der Strecke an. Darunter die Allgäuer Seifen- und Sodafabrik, die eisenverarbeitenden Unternehmen Gustav Möldner & Söhne und Kemptener Eisengiesserei Adam Hönig, das Käsewerk Grünwald, das Torfwerk Patzer und die Spulenfabrik Adolff. Sie verfügten alle über eigene Gleisanschlüsse.

## Streckenverlauf
Die Strecke verläuft durch das landschaftlich reizvolle Süd- und Westallgäu. Vom Kemptener Hauptbahnhof steigt die Trasse zunächst kurvenreich an und folgt dabei dem Tal der Westallgäuer Rottach. Die durchschnittliche Steigung von 25 Promille ist für Adhäsionsbahnen vergleichsweise hoch. Nach Überwindung einer Höhendifferenz von 232 Metern passierte sie die Europäische Hauptwasserscheide zwischen Donau und Rhein, diese Stelle auf einer Höhe von 937,90 Metern war zum Zeitpunkt der Eröffnung der höchstgelegene Punkt im deutschen Normalspurnetz. Der benachbarte Bahnhof Hellengerst auf einer Höhe von 926 Metern war bis zur Eröffnung der Dreiseenbahn im Jahr 1926 der höchstgelegene Bahnhof der Deutschen Reichsbahn. Danach ging es zunächst durch das Weitnauer Tal und anschließend durch das Argental wieder bergab. Die Strecke endete schließlich in der Kleinstadt Isny, dort bestand bis 1969 Anschluss an die Züge der Bahnstrecke Herbertingen–Isny und damit zu weiteren Zielen im Württembergischen Allgäu. In Isny teilten sich die beiden Strecken einen gemeinsamen Kopfbahnhof, zudem verliefen sie Richtung Isny auf dem letzten Streckenabschnitt über eine Länge von circa 750 Metern auf einer gemeinsamen Trasse.

## Betrieb

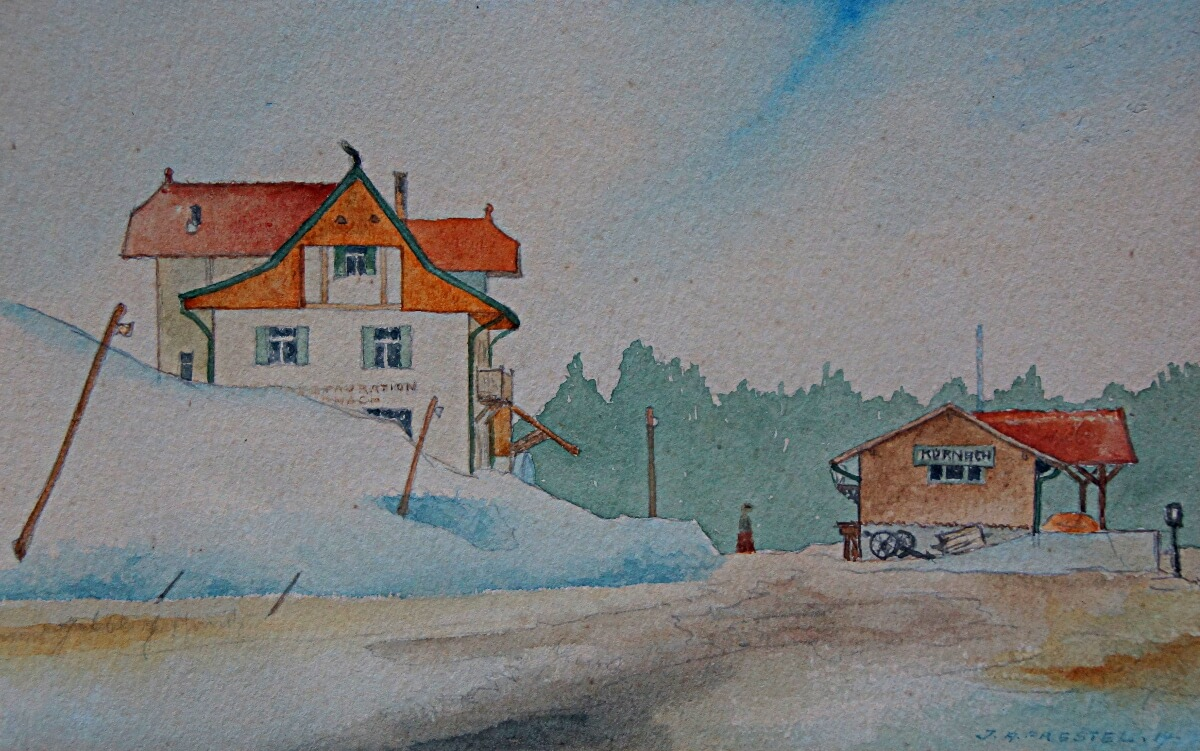
Bahnhof Kürnach (1914)

- Der Streckenabschnitt Kempten–Sibratshofen unterstand der Bahndirektion Augsburg, der Rest der Strecke der Bahndirektion Stuttgart.
- Bis Anfang der 1960er-Jahre wurden hier Dampflokomotiven eingesetzt, darunter zunächst die Baureihen 98 und 91, später die moderneren Baureihen 86 und 64. Zu Zeiten des Dampfbetriebs betrug die Fahrzeit über die Gesamtstrecke zweieinviertel Stunden, da in Kürnach und Weitnau Wasser gefasst werden musste. Anschließend verkehrten eine Zeit lang Diesellokomotiven und Uerdinger Schienenbusse. In den letzten Betriebsjahren kamen die im Bahnbetriebswerk Kempten stationierten und damals hochmodernen Dieseltriebwagen-Prototypen der Baureihen 627 und 628 auf der Strecke zum Einsatz. Zuerst ab 1974 die Serien 627.0 und 628.0, ab 1981 dann schließlich auch die Nachfolgeserien 627.1 und 628.1.
- In den letzten Betriebsjahren fanden Zugkreuzungen im Bahnhof Ermengerst statt. Dieser war unbesetzt, der Zugführer des jeweils zuerst eintreffenden Zuges war für die richtige Stellung der Weichen verantwortlich (Zugleitbetrieb).
- Der Streckenabschnitt zwischen Ermengerst und Hellengerst galt beim Fahrpersonal als besonders gefährlich, da er lange Strecken durch dichte Wälder verlief und über eine Vielzahl ungesicherter, niveaugleicher Kreuzungen mit Waldstraßen und relativ hohem Aufkommen an Holzlastverkehr verfügte. Passagiere durften sich auf diesem Abschnitt deshalb nicht auf den offenen Bühnen der Wagen aufhalten.
- Der Haltepunkt Rotenbach (b Isny) wurde erst 1937 eröffnet und aufgrund der geringen Nachfrage schon 1961 wieder aufgegeben. Ebenfalls nachträglich eingerichtet wurden die vier Haltepunkte Aheggmühle, Herrenwieser Weiher (ein Bedarfshalt, der vor allem im Sommer von Badegästen häufig benutzt wurde), Tobelmühle und Leutfritz. Sie gingen 1951 in Betrieb und dienten überwiegend touristischen Zwecken, der Haltepunkt Tobelmühle wurde schon 1963 wieder aufgelassen.
- Mit Beginn des Winterfahrplans am 28. September 1969 ging in Kempten ein neuer Hauptbahnhof in Betrieb, seither mussten Fahrgäste von und zur Innenstadt einen 1000 Meter längeren Fußweg zurücklegen. Dies führte zu einem Attraktivitätsverlust der Strecke. Im Gegenzug verbesserte sich allerdings die Umsteigesituation zu den durchgehenden Schnellzügen Richtung München, Lindau, Ulm und Oberstdorf. Diese hielten vor 1969 unter Umgehung des alten Hauptbahnhofs nur im Vorortbahnhof Kempten-Hegge.

## Einstellung und Umstellung auf Busverkehr
Letztendlich konnte auch die durch den Einsatz moderner Triebwagen erfolgte Rationalisierung, der sogenannte Einmannbetrieb, die Strecke Kempten–Isny nicht vor der Stilllegung bewahren. Insbesondere die zum Höhengewinn notwendige aufwändige Streckenführung sowie die Trassierung abseits der Siedlungen – in einer ohnehin dünn besiedelten Region – wurden der Bahn schließlich zum Verhängnis. Der Zugverkehr war in den Augen der Verantwortlichen gegenüber dem angedachten Busverkehr nicht mehr länger konkurrenzfähig. Dies hatte zur Folge, dass in den letzten Jahren – mit Ausnahme der neuen Fahrzeuge – Modernisierungen an der Strecke unterblieben. Hinzu kamen die Planungen für die sogenannte Bundesstraße 12 neu. Sie sollte zwischen Weitnau und Großholzleute teilweise auf dem Planum der Bahntrasse verlaufen und sie außerdem zwischen Schwarzerd und Hellengerst kreuzen.
Ausschlaggebend für die erste Einstellung war die marode Brücke über die Argen. Sie musste aufgrund ihrer Baufälligkeit sofort gesperrt werden, auch dies ein Ergebnis unterbliebener Unterhaltungsmaßnahmen. Der Abschnitt Sibratshofen–Isny wurde deshalb – mitten in der laufenden Fahrplanperiode – zum 18. April 1983 stillgelegt. Isny verlor damals 14 Jahre nach der Einstellung des Personenverkehrs Richtung Leutkirch auch seinen zweiten Bahnanschluss. Die Bedienung des Personenverkehrs zwischen Sibratshofen und Isny übernahmen fortan Bahnbusse im Schienenersatzverkehr, in Sibratshofen musste umgestiegen werden.
Weil dieser Restbetrieb mit Umsteigezwang erst recht unattraktiv und unwirtschaftlich war, wurde mit Beginn des Winterfahrplans am 30. September 1984 auch der Bahnverkehr zwischen Kempten und Sibratshofen eingestellt. Lediglich ein kurzer Restabschnitt bis zum Anschluss der Unternehmen Wollwaren Möldner und Eisengießerei Hönig hielt sich noch etwas länger. Dieser wurde noch bis zum 1. Februar 1992 im Güterverkehr bedient und schließlich anlässlich der Verbreiterung der Oberstdorfer Straße (Bundesstraße 19) aufgegeben.

## Abbau der Gleisanlagen und Einrichtung eines Radwegs
Im Gleisrückbauverfahren mittels Spezialkran und Abbauzug wurden im April 1986 30 km Schienen samt Schwellen von der Argenbrücke bei Isny bis nach Kempten-Steufzgen (auf Höhe des Umspannwerks Kempten-West) abgebaut. Der Gleisabbau verlief genau nach Plan: Beginn 1. April, rund um die Uhr, auch an Sonn- und Feiertagen wurde gearbeitet – und in knapp vier Wochen war der Schienenstrang verschwunden. Am 26. April 1986 wurde sodann die fünfbogige Eisenbahnbrücke bei Ahegg gesprengt. Von der Argenbrücke bis nach Isny wurden in den Jahren 1988/89 mit Hilfe eines Baggers Schienen und Schwellen einzeln demontiert. Von Steufzgen bis Kempten blieb die Strecke bis Mai 1991 aufrechterhalten, weil die Firmen Möldner und Hönig noch auf diesen Gleisanschluss angewiesen waren. Dieser letzte Abschnitt wurde schließlich vom September bis Dezember 1991 abgebaut, darunter auch Teile des Bahndamms und die Brücke über die Oberstdorfer Straße.
Ab 1990 wurden große Teile der Trasse zu einem mittlerweile sehr beliebten Fuß- und Radwanderweg ausgebaut, dieser ist jedoch überwiegend nur geschottert. Der Weg wurde ein wesentlicher Bestandteil des Allgäu-Radweges.
Erster ausgebauter Abschnitt ist ein 600 Meter langer asphaltierter Teil im Stadtgebiet von Kempten, er hat jedoch nur lokale Bedeutung. Das zweite Teilstück (nicht asphaltiert) ist circa 800 Meter lang, beginnt kurz vor der ehemaligen Station Steufzgen und endet in Höhe der ehemaligen Werkseinfahrt der Unternehmen Möldner sowie Hönig. Das dritte Teilstück (teilweise asphaltiert) ist 3,4 Kilometer lang, es beginnt kurz nach der damaligen Station Rothkreuz in Höhe der Käserei Hochland und führt bis zum Bahnhof Ermengerst. Hier beginnt beim ehemaligen Bahnübergang über die Kreisstraße OA 15 (Römerstraße) die vierte und längste zusammenhängende Etappe des Radwegs (Länge: 8,6 Kilometer – nicht asphaltiert), er endet kurz hinter der Wasserscheide zwischen Donau und Rhein. Nach einer Unterbrechung von 600 Metern (bedingt durch den Bau der B 12neu) folgt ein weiterer 6,6 Kilometer langer Abschnitt (ebenfalls nicht asphaltiert), welcher beim ehemaligen Haltepunkt Hellengerst beginnt und am östlichen Bebauungsrand der Gemeinde Weitnau endet. Der sechste und letzte als Radweg ausgebaute Abschnitt (Länge: 2,5 Kilometer) ist wiederum asphaltiert und führt vollständig entlang der Bundesstraße 12. Er beginnt zwischen Sibratshofen und der Klausenmühle und endet nördlich des ehemaligen Bahnhofs Kleinweiler-Hofen, unmittelbar vor der früheren Bahnbrücke über die Wengener Argen.

## Erlebnis-Radweg „Zeitreise auf alten Spuren“
Im Jahr 2020 wurden auf der Radwegstrecke zwischen Stadtweiher und Weitnau unter dem Motto „Zeitreise auf alten Spuren“ an insgesamt elf ehemaligen Stationen Infotafeln und Wartehäuschen aufgestellt. Auf jeder Infotafel sind Fotos und Geschichten der jeweiligen Station erklärt, zusätzlich können über einen QR-Code historische Videoaufnahmen vom jeweiligen Standpunkt angesehen werden.

## Langlaufloipe
Im Winter wird ein Teilabschnitt der hoch gelegenen Strecke Schwarzerd–Buchenberg als gespurte Langlaufloipe benutzt, sie ist Bestandteil der sogenannten Donau-Rhein-Loipe einschließlich des Abzweigs zu der Sommerau. Diese Loipe ist insgesamt etwa fünf Kilometer lang, sie endet beziehungsweise beginnt in Buchenberg und wird im Uhrzeigersinn befahren.

## Relikte
Neben dem Großteil der Trasse sind auch die meisten der überwiegend hölzernen Empfangsgebäude erhalten geblieben, zum Teil dienen sie heute als Bushaltestellen. Abgerissen wurden die Gebäude in Kürnach und Sibratshofen sowie die kleineren Wartehäuschen in Steufzgen, Moos und Klausenmühle. In Steufzgen wurde 2010 an gleicher Stelle ein Erinnerungshäuschen errichtet. Ebenso an ursprünglicher Stelle wurde in Moos ein Wartehäuschen mit Infotafeln über die heimische Flora und Fauna errichtet. Das Empfangsgebäude Ermengerst befindet sich jedoch nicht mehr an seinem ursprünglichen Standort. Es wurde Anfang der 1990er Jahre entkernt und mittels eines Fahrzeugkrans – um 180 Grad gedreht – etwa 60 Meter weiter nach Westen versetzt. Auf dem ursprünglichen Bahnhofsgelände wurden Wohnhäuser errichtet. Ebenfalls erhalten geblieben sind die Rottachbrücke beim Kilometer 4,6, die Rottachbrücke nahe Ahegg beim Kilometer 6,4 und die Argen-Brücke beim Kilometer 33,8. Im Gegenzug wurden jedoch die Brücke über die Staatsstraße 2376 beim Kilometer 6,3 und die Rottachbrücke beim Kilometer 6,6 in den 1990er-Jahren für den Fuß- und Radweg durch moderne und leichte Brücken ersetzt. Gleisreste finden sich noch an folgenden Stellen:
- zwischen Baumarkt Hornbach und Discounter Aldi (Kempten)
- beim ehemaligen Haltepunkt Rothkreuz (Kempten)
- auf der Brücke über die Argen
- beim ehemaligen Haltepunkt Rotenbach

Darüber hinaus erinnern noch einige Straßenbezeichnungen an die Bahn, darunter der Bahnweg in Ermengerst, die Straßen Am Bahnhof in Buchenberg und Am Bahnhof in Weitnau, der Bahnhofweg in Großholzleute und die Bahnhofstraße in Isny.

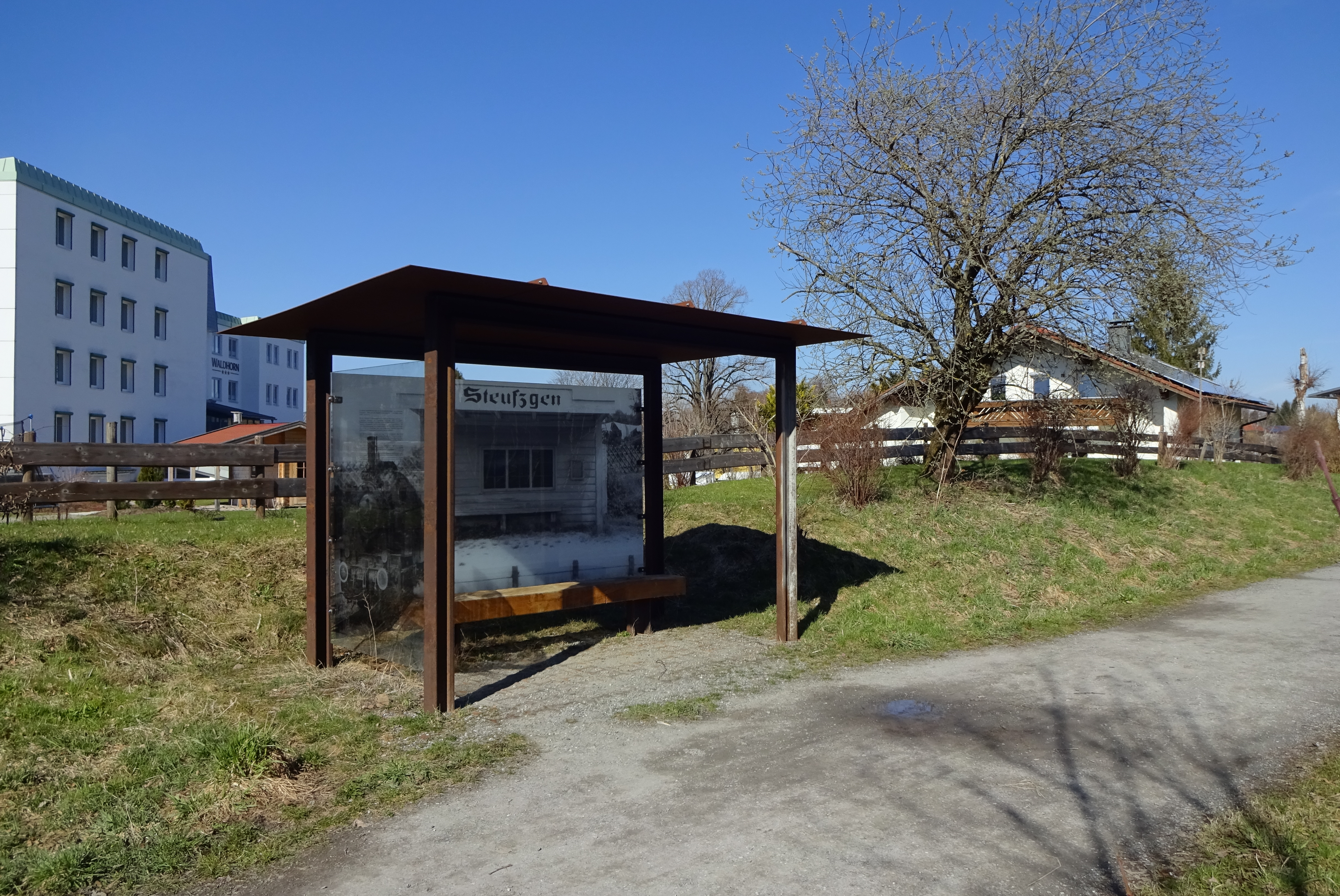
Wartehäuschen Steufzgen (2015)
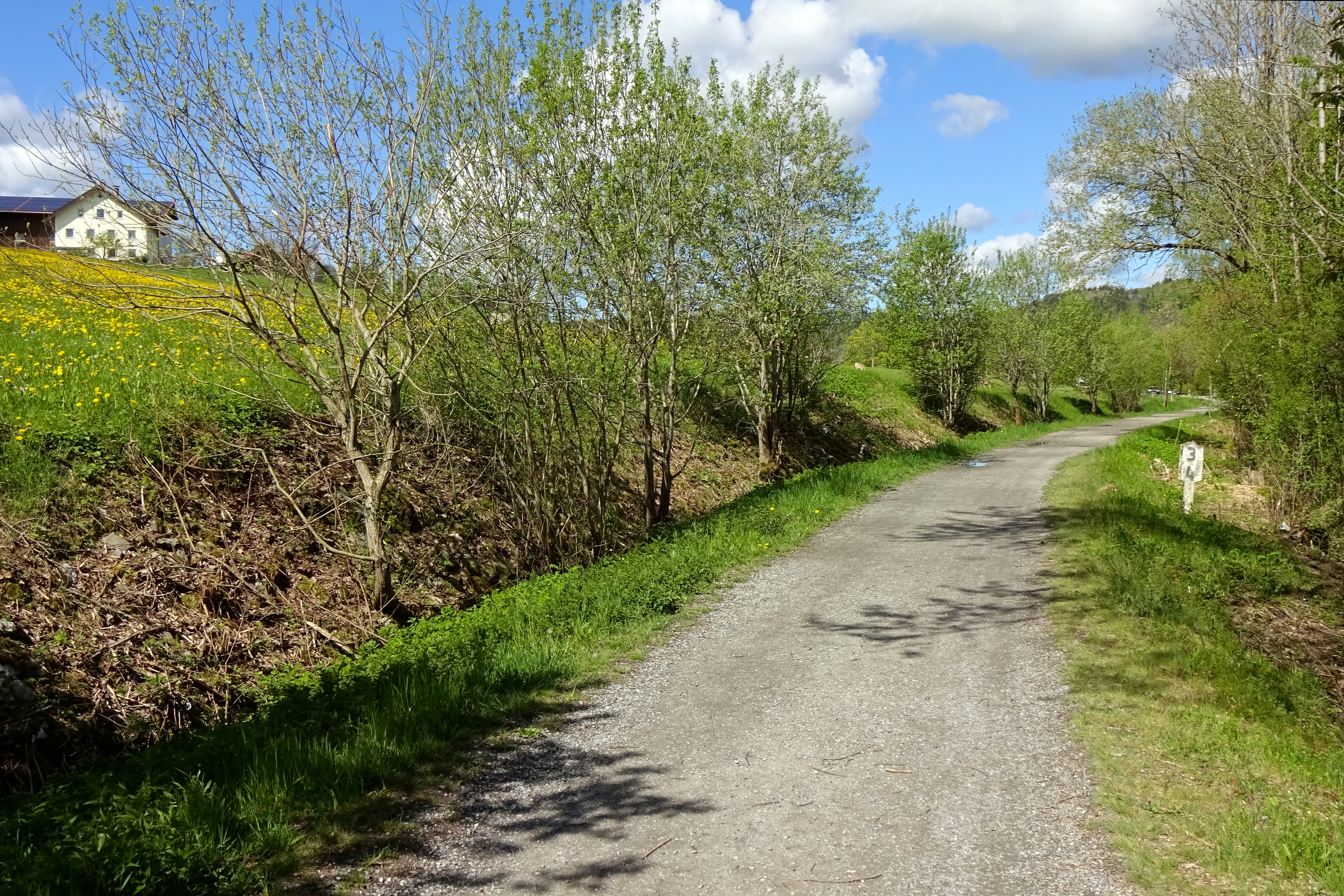
Erhaltener Kilometerstein (2021)
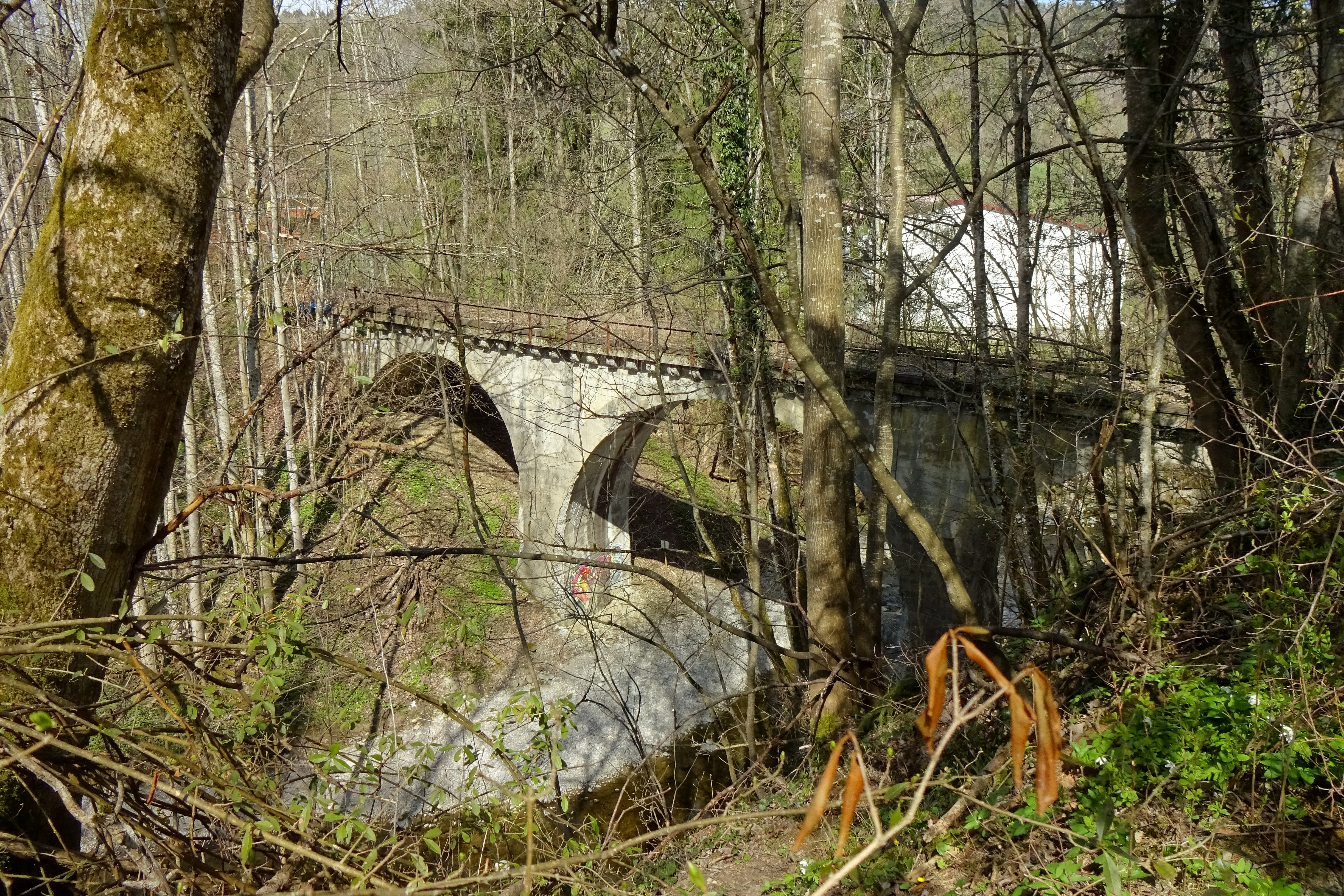
Brücke über die Rottach (2021)
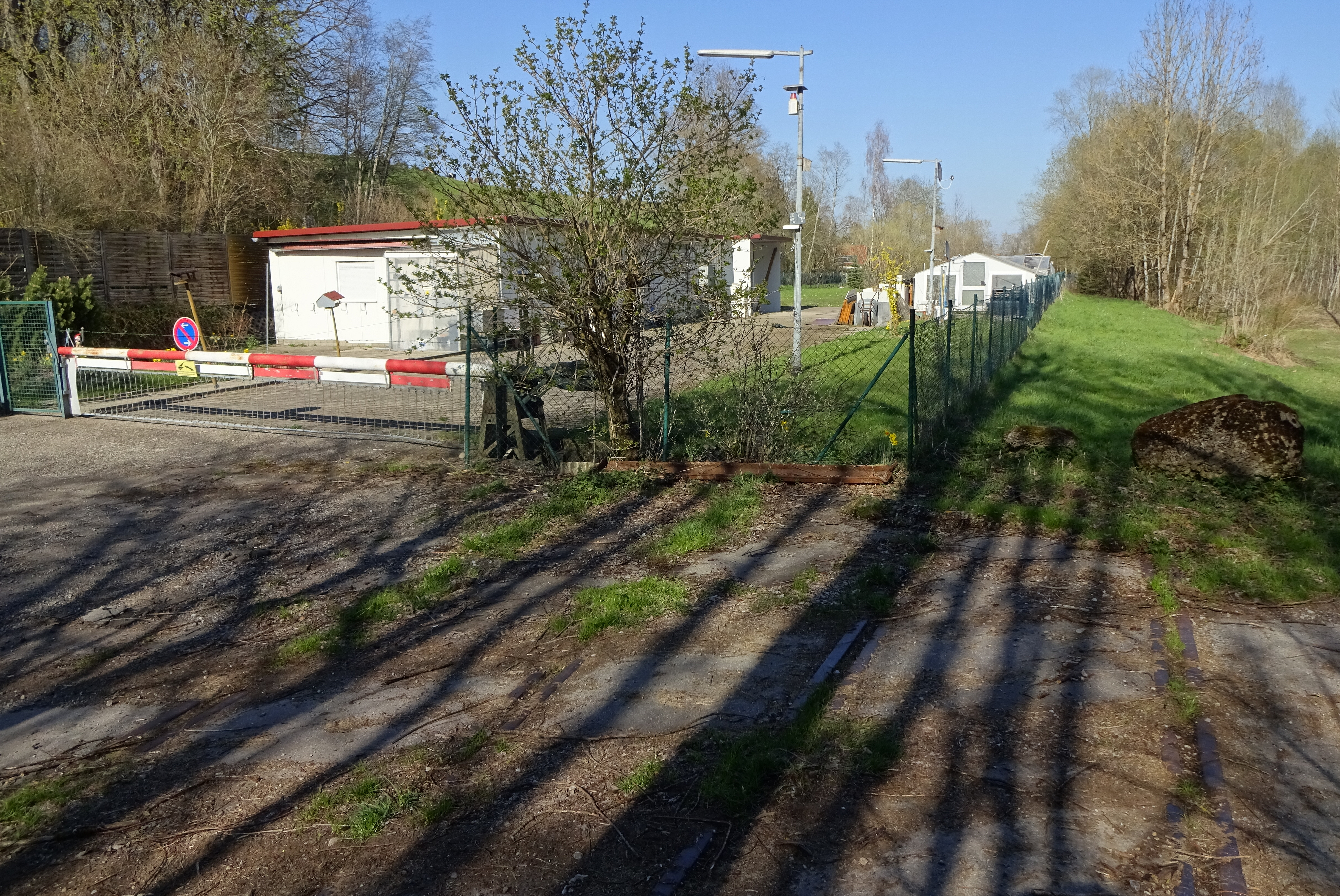
Haltepunkt Rothkreuz (2015)
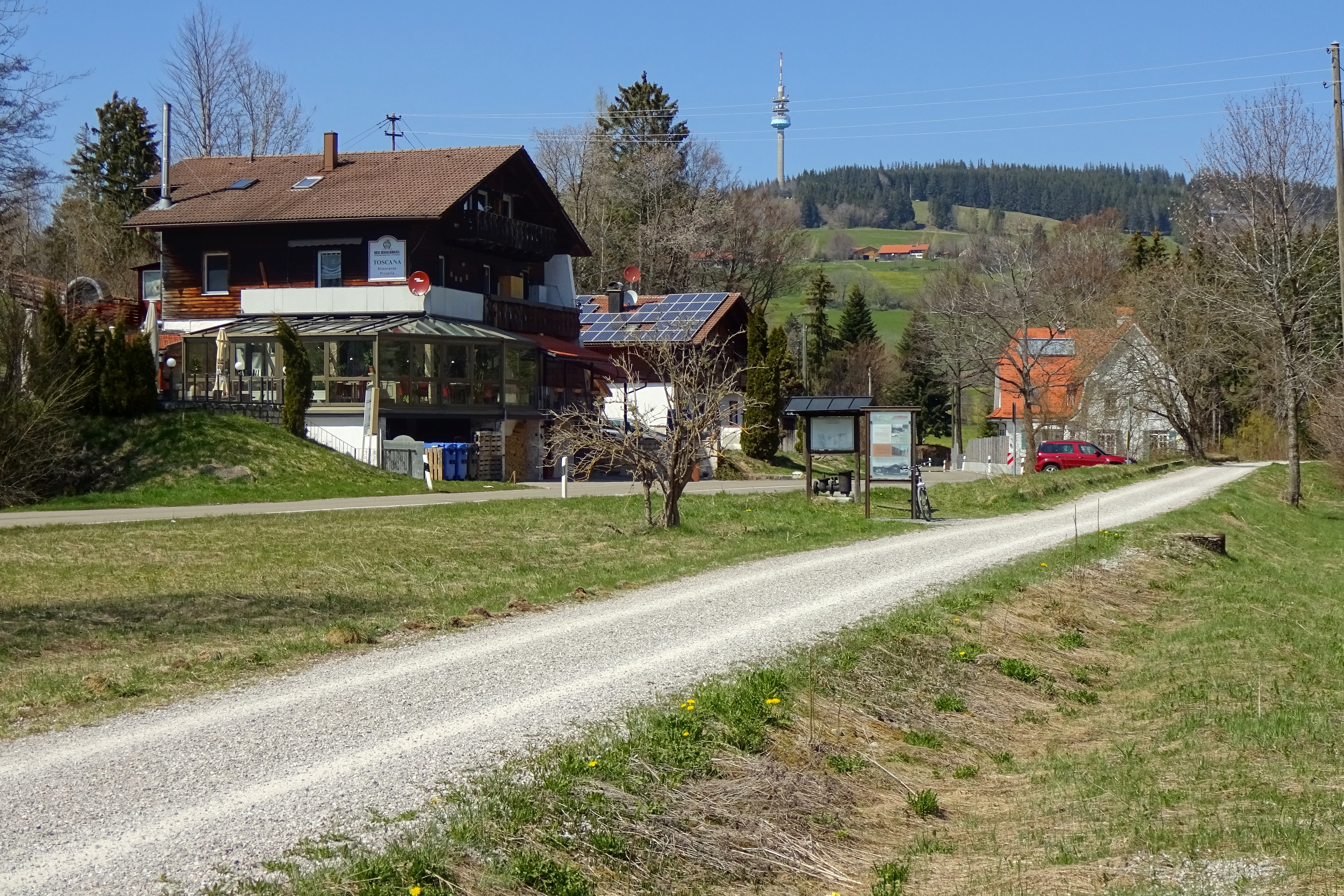
Haltepunkt Kürnach (2021)
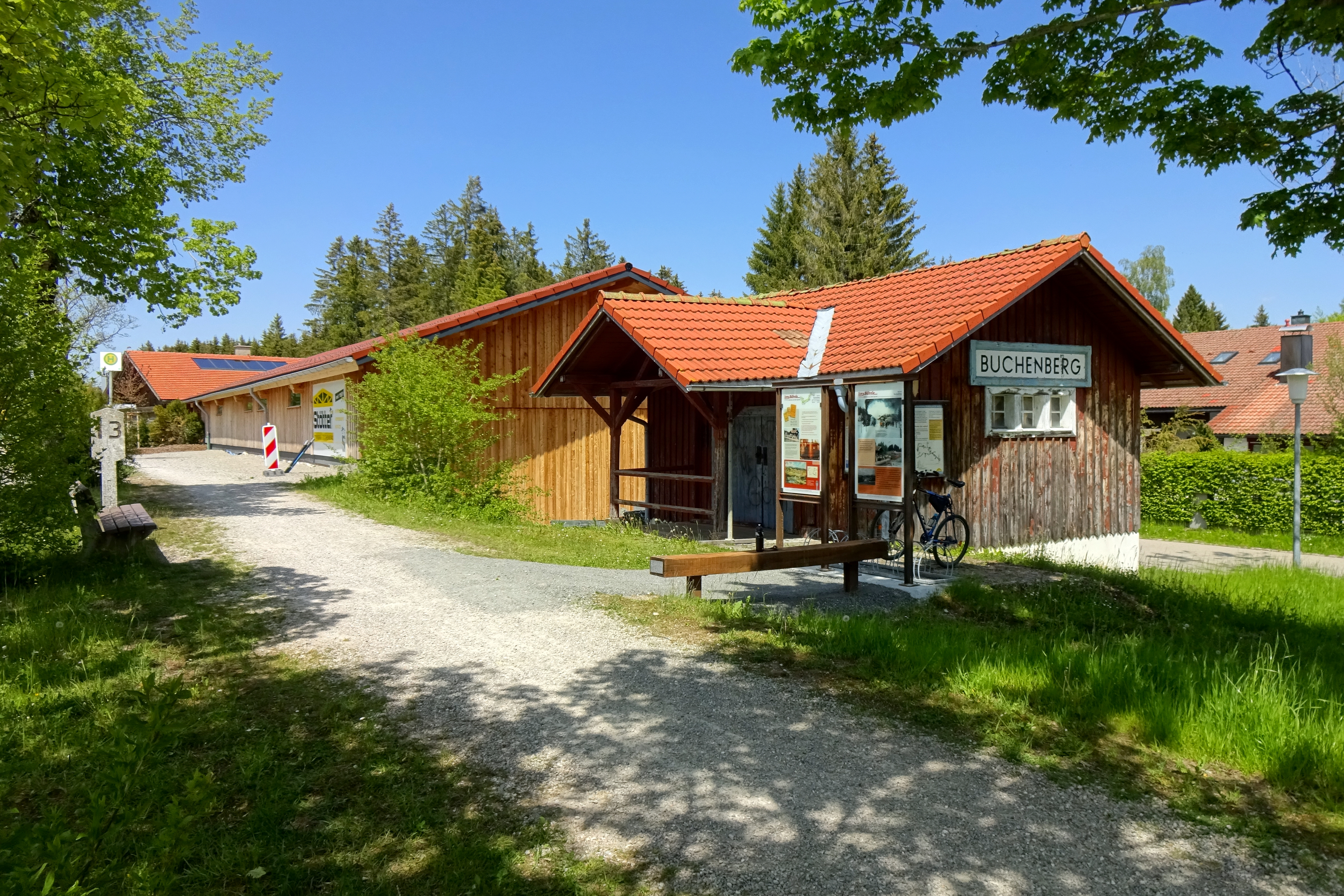
Empfangsgebäude Buchenberg (2021)
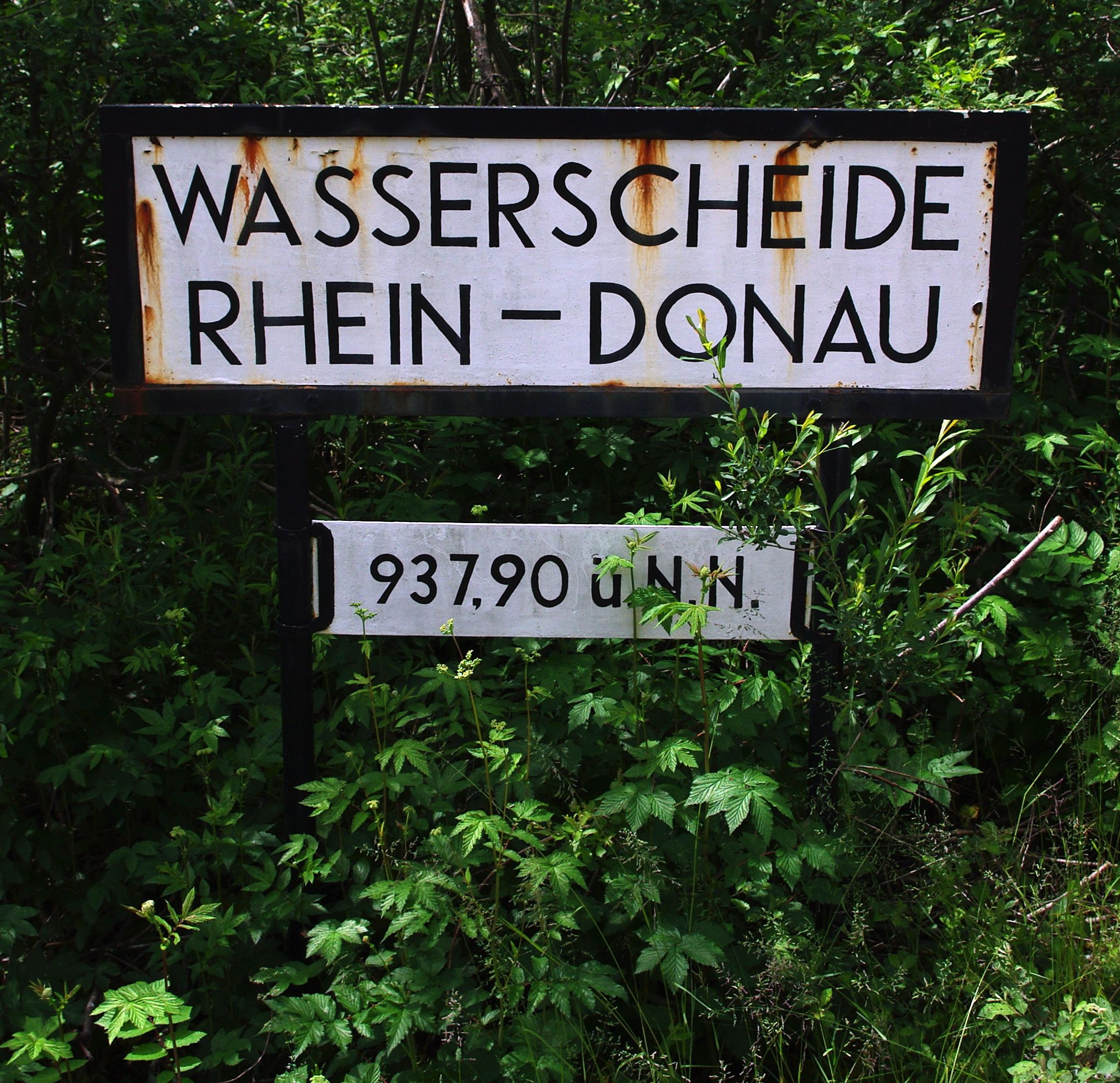
Hinweisschild Rhein-Donau-Wasserscheide und höchster Punkt der Trasse
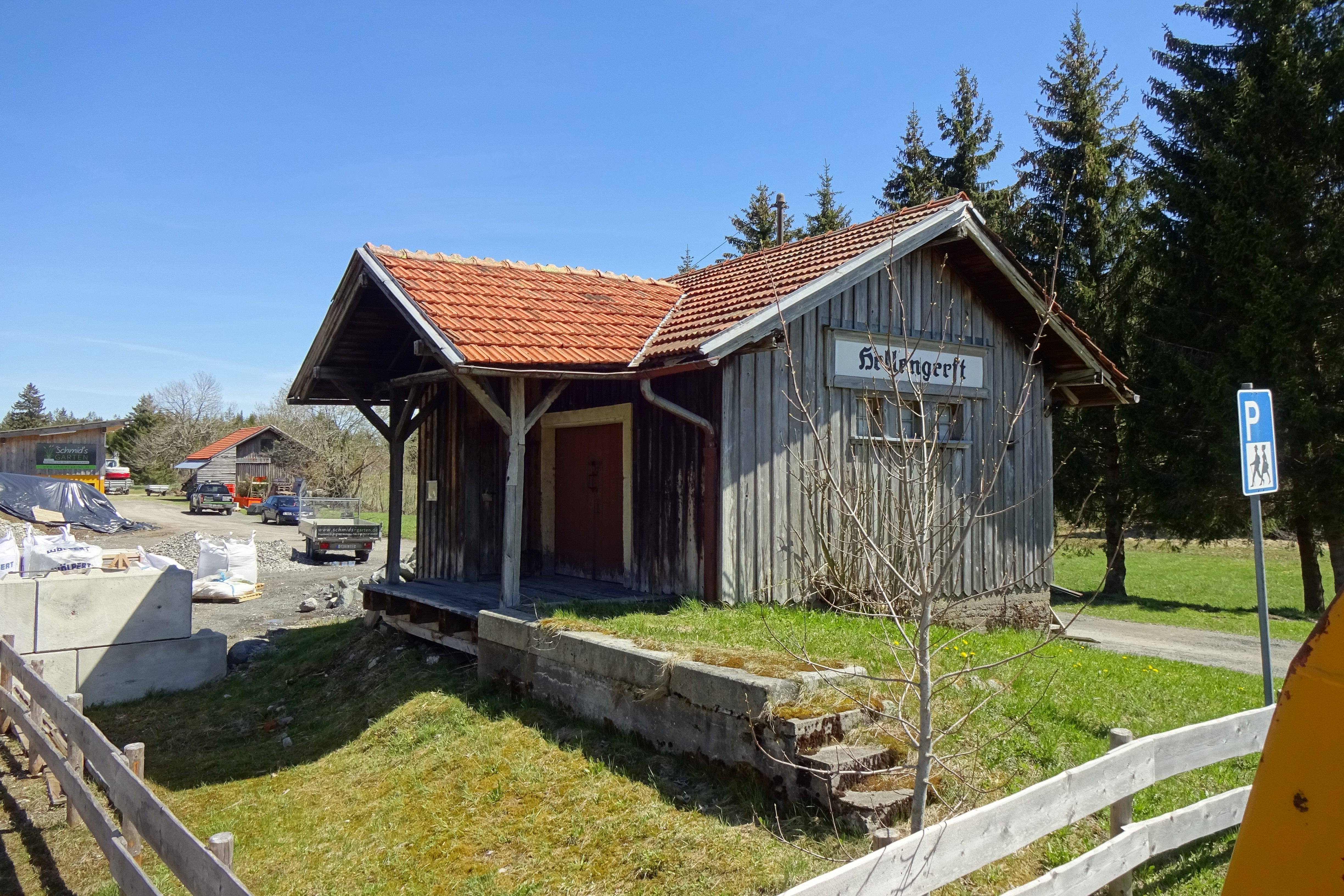
Empfangsgebäude Hellengerst (2021)
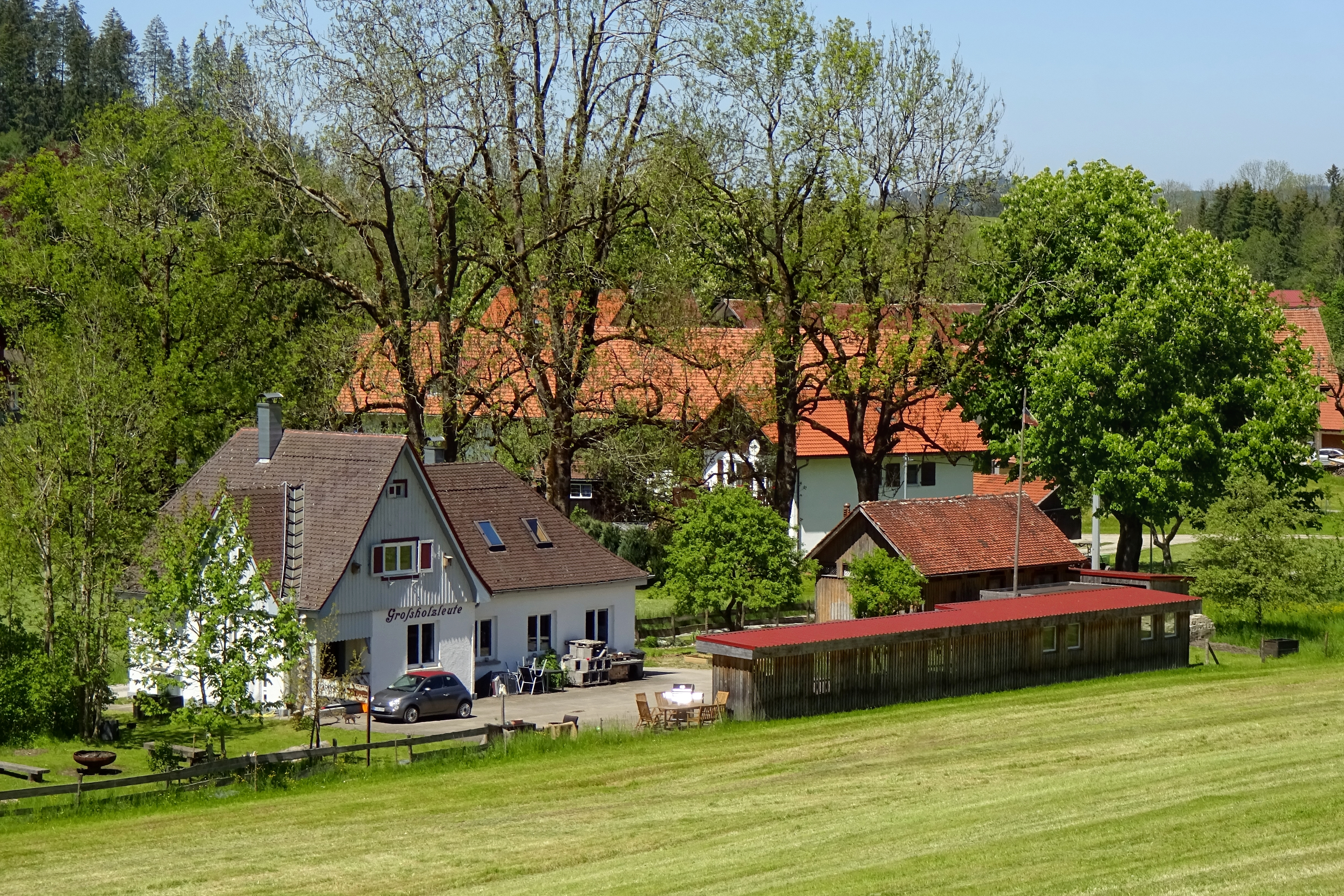
Empfangsgebäude Großholzleute (2021)
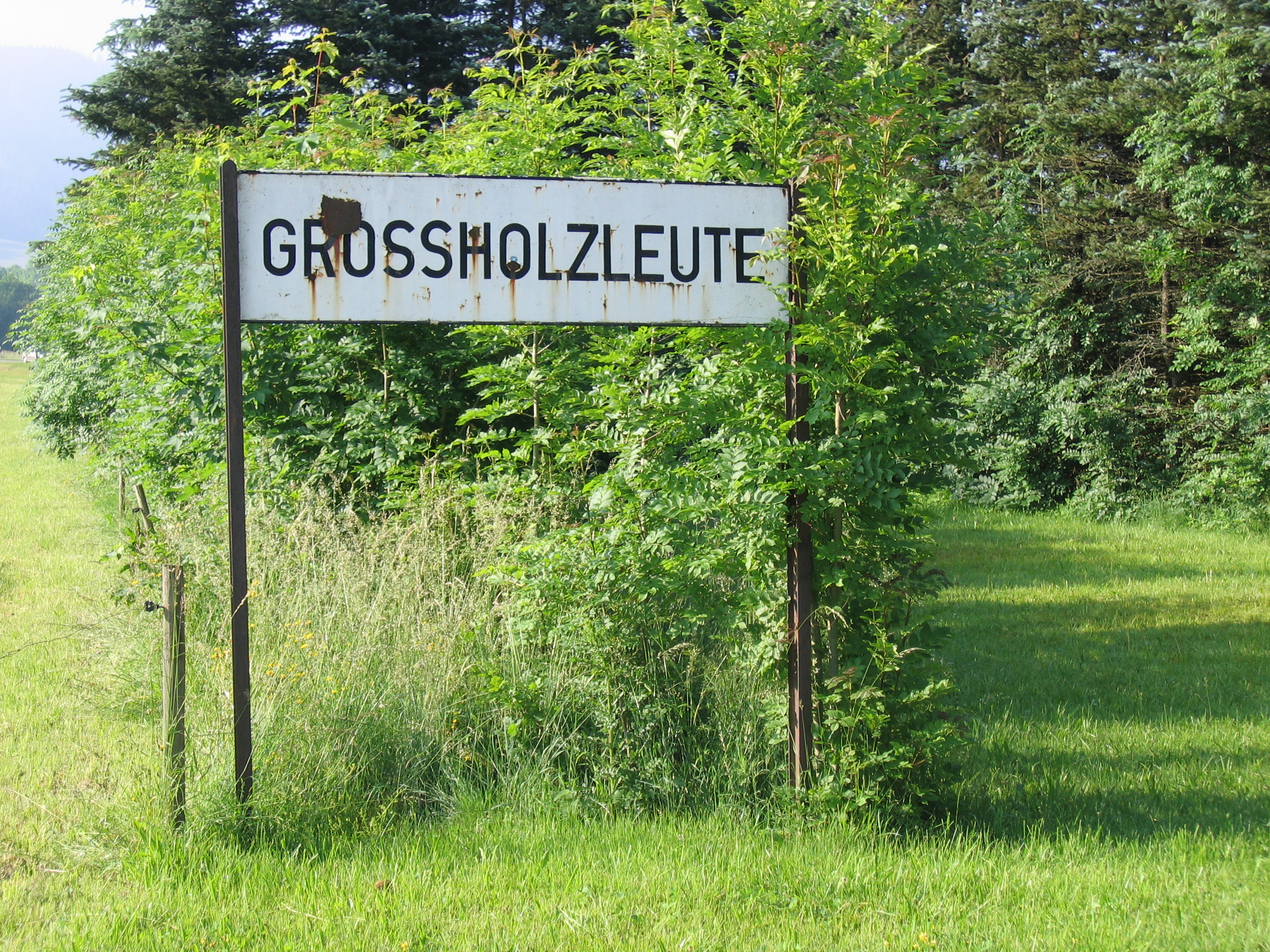
Stationsschild Großholzleute
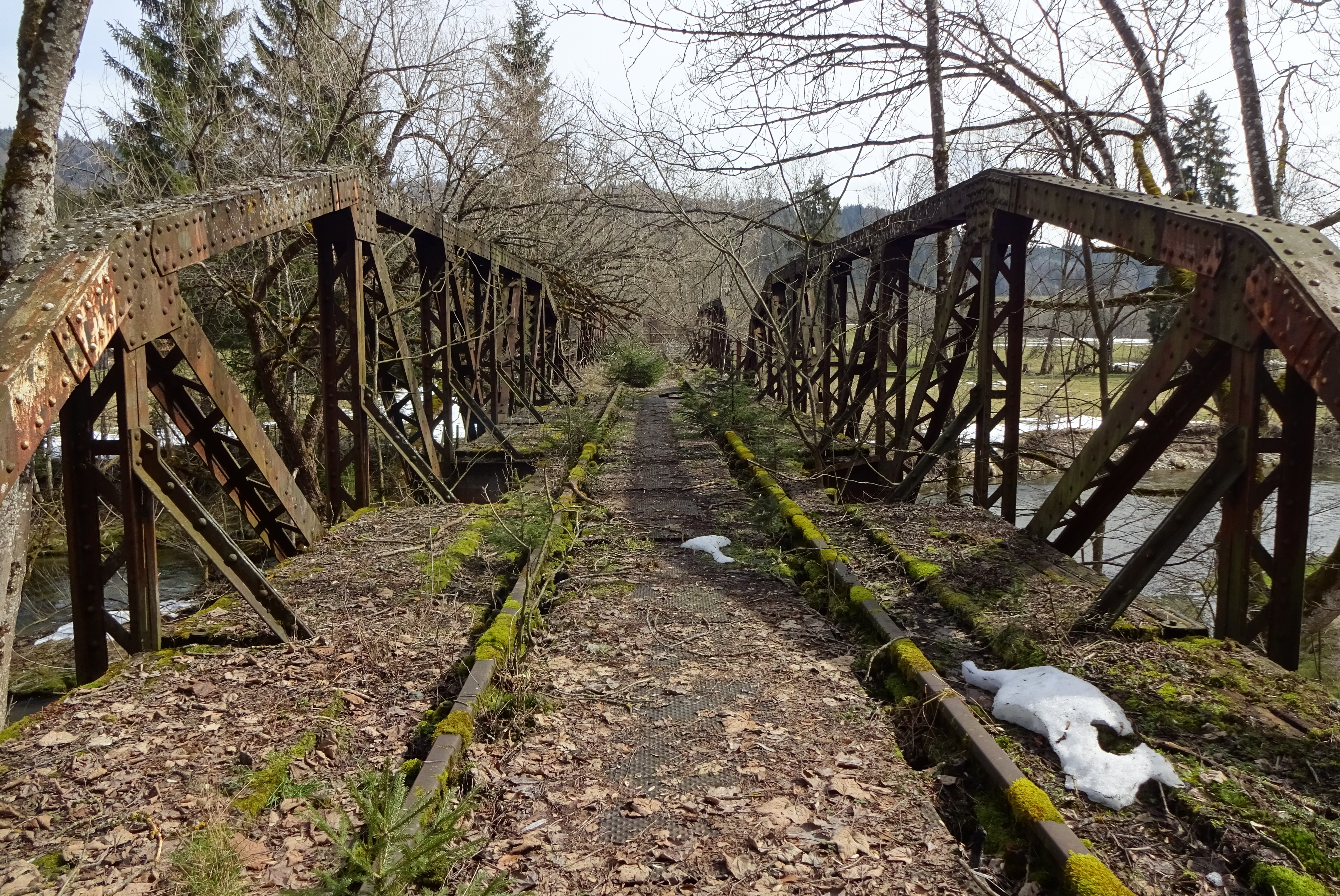
Brücke über die Argen (2015)
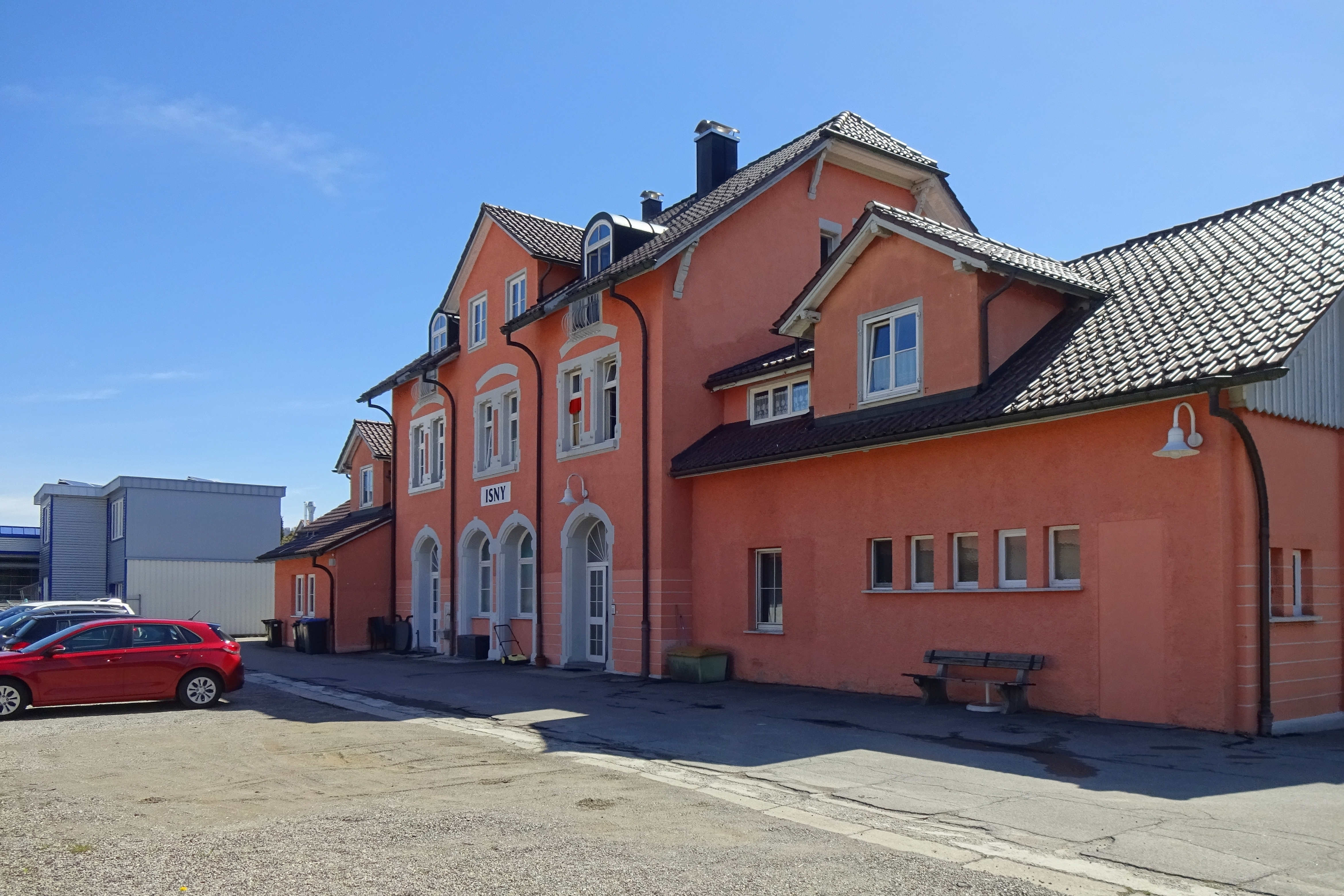
Bahnhofsgebäude Isny (2021)

## Verschiedenes
Nach der Einstellung der Strecke plante zeitweise ein privater Unternehmer auf dem circa drei Kilometer langen Teilstück zwischen Isny und dem Baggersee südlich des Haltepunkts Rotenbach eine touristische Schmalspurbahn einzurichten. Hierzu bewahrte er einige Jahre lang Schienen, Schwellen, Weichen sowie Lokomotiven auf dem Gelände des Bahnhofes in Isny auf, letztendlich konnten die Pläne jedoch nicht verwirklicht werden.
Große Teile des Kinofilms Wallers letzter Gang von Christian Wagner wurde 1988 – unmittelbar vor Abbau der Gleisanlagen – auf dieser Bahnstrecke gedreht (darüber hinaus aber auch auf der benachbarten Strecke Herbertingen–Isny, auf der Bahnstrecke Gessertshausen–Türkheim sowie auf dem Allgäuer Teilabschnitt der Außerfernbahn).